# Peter Lenk

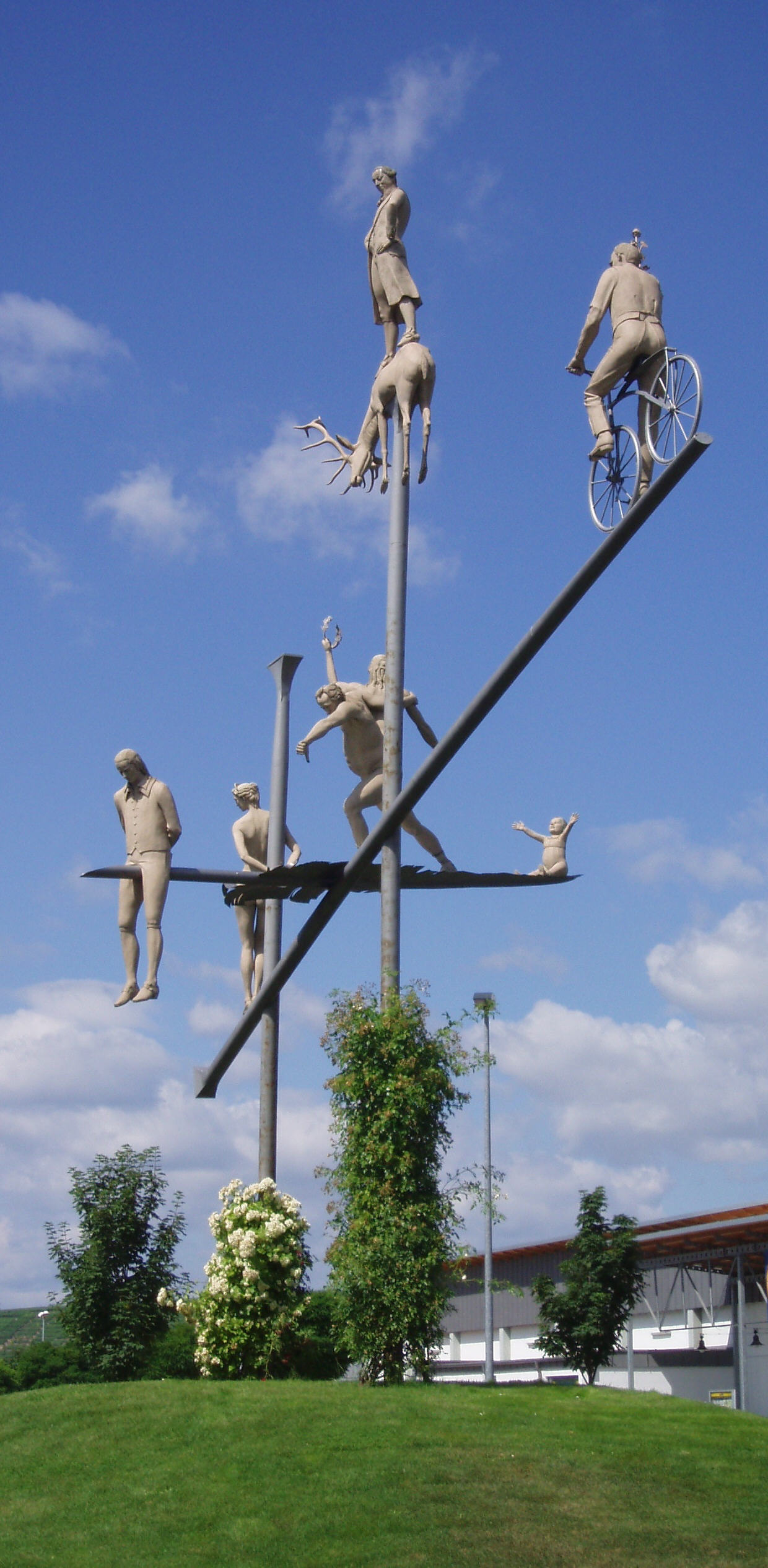
Groupe avec Hölderlin sur un carrefour giratoire de Lauffen, la ville natale de celui-ci.

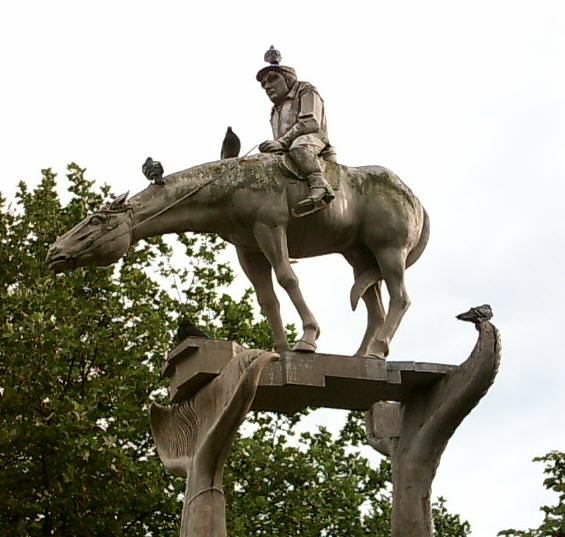
Martin Walser sur la fontaine à Überlingen

Peter Lenk est un sculpteur allemand né à Nuremberg le 6 juin 1947, habitant à Bodman-Ludwigshafen sur le lac de Constance.
Reprenant à son compte les thèmes pompiers et pompeux de la statuaire du XIXe siècle — le-général-sur-son-cheval-brandissant-son-sabre, — il les transfigure avec ironie en leur donnant une portée nouvelle et pleine d'envolée lyrique, les rendant encore plus vivants grâce à une technique sculpturale proche de l'hyperréalisme.
Il revêt à nouveau d'une peau humaine, par son ironie, des êtres figés jadis dans le bronze, grands penseurs inaccessibles — devenus frères siamois comme Goethe et Schiller, ou cycliste comme Nietzsche —, généraux et grands carnassiers de l'histoire devenus risibles ou pitoyables.
Il caricature ainsi, — ou plutôt transfigure, en les transformant en anti-héros retrouvant une dimension humaine trop humaine, — une trentaine de figures de personnalités connues et moins connues, et fait symboliquement la liaison entre le passé et le présent.

## Œuvres
- 1993 : Impéria, la statue du port à Constance fait allusion à une noble courtisane italienne du XVIe siècle du même nom. La dame tient ses bras bien ouverts et porte sur ses mains deux figures bouffonnes qui ont revêtu les insignes des pouvoirs séculier et religieux en posant sur leur tête la couronne impériale et la tiare du pape.
- Groupe monumental à Lauffen en l'honneur de Hölderlin.

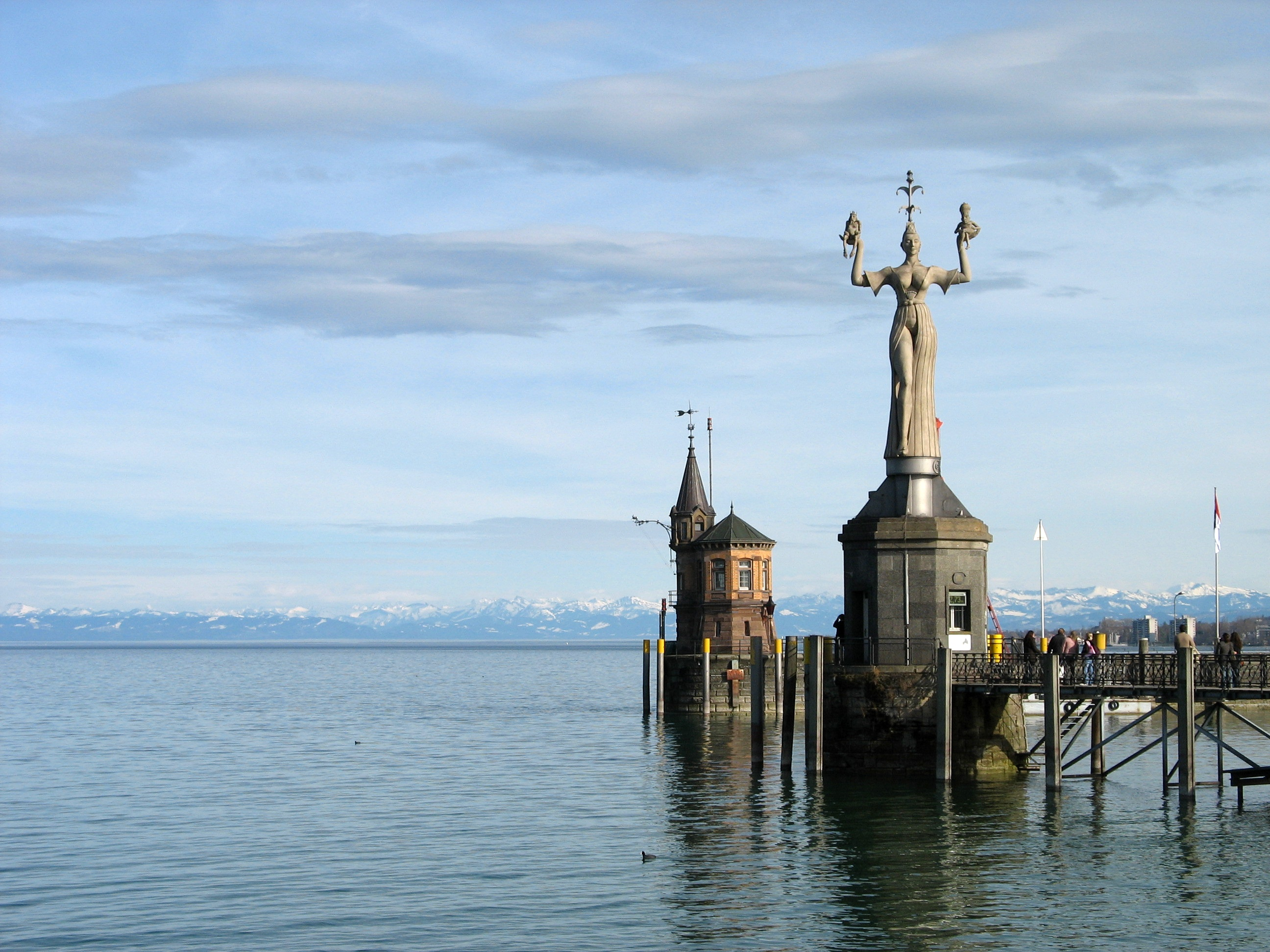
L'Imperia

- Mémorial Napoléon